# Stoopid Monkey
Stoopid Monkey, LLC (estilizado como Stoop!d Monkey) é uma empresa fundada em 2005 por Seth Green e Matthew Senreich.

## Logos de produção

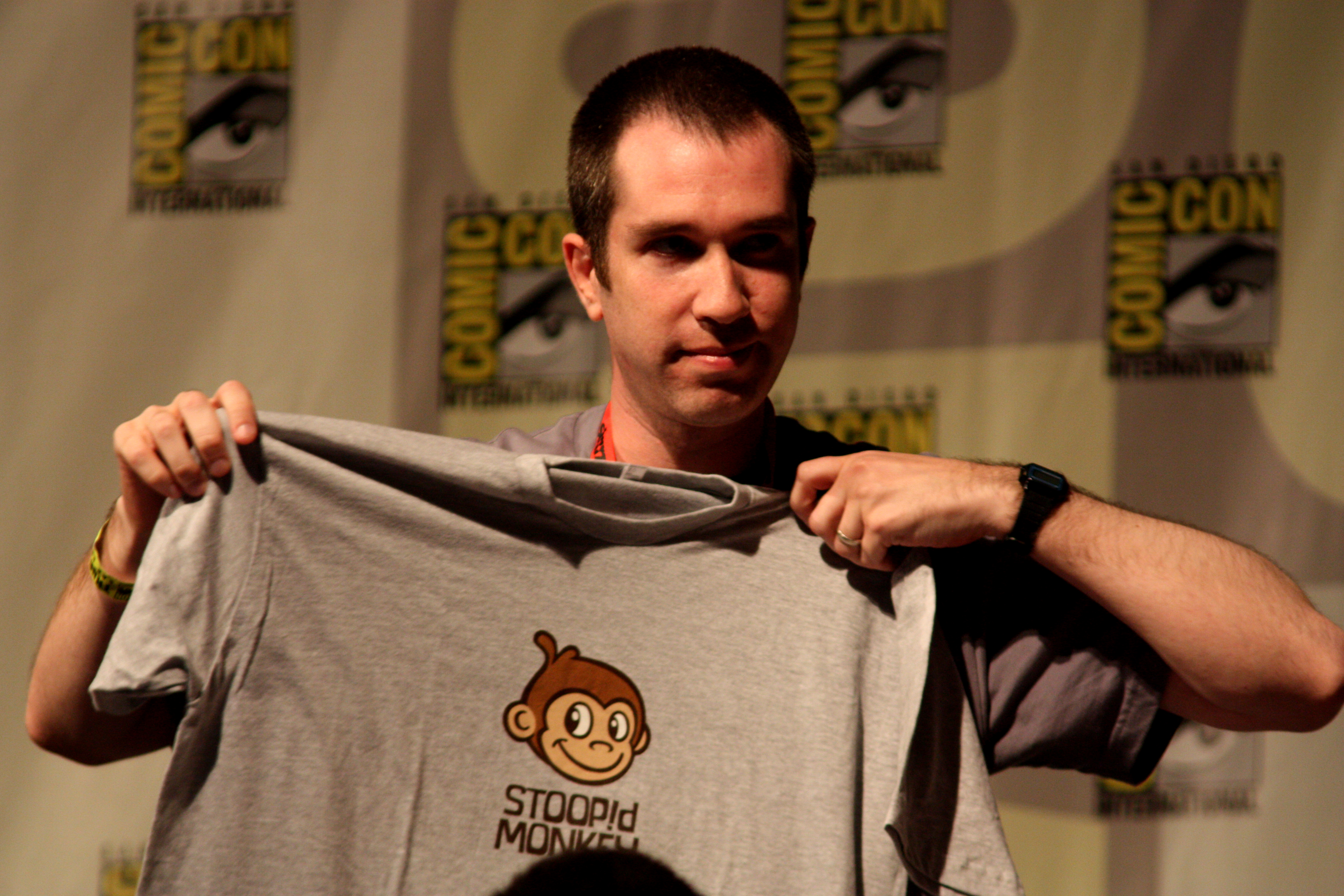
Matthew Senreich segurando uma camiseta do Stoopid Monkey.

Cada episódio de Frango Robô das temporadas 1-4 exibe um de muitos logos de produção do Stoopid Monkey após os créditos; cada episódio representa um macaco realizando uma obviamente tola e / ou atividade de risco de vida (ou o rescaldo de um) como a voz  irritada de Seth Green é ouvido dizendo: "Stupid Monkey." Cada cartão de Stoopid Monkey é desenhada pelo artista / ator Adam Talbott. Começando com 5ª temporada, o logotipo está brilhando cabeça de prata do macaco sorrindo com o brilhante texto Stoopid Monkey abaixo dela.